# Kiddcreekita
La kiddcreekita és un mineral de la classe dels sulfurs. Rep el nom de la mina Kidd Creek, al Canadà, una de les dues localitats tipus per aquesta espècie.

## Característiques
La kiddcreekita és una sulfosal de fórmula química Cu₆SnWS₈. Cristal·litza en el sistema isomètric. La seva duresa a l'escala de Mohs és 4.
Segons la classificació de Nickel-Strunz, la kiddcreekita pertany a «02.CB - Sulfurs metàl·lics, M:S = 1:1 (i similars), amb Zn, Fe, Cu, Ag, etc.» juntament amb els següents minerals: coloradoïta, hawleyita, metacinabri, polhemusita, sakuraiïta, esfalerita, stil·leïta, tiemannita, rudashevskyita, calcopirita, eskebornita, gal·lita, haycockita, lenaïta, mooihoekita, putoranita, roquesita, talnakhita, laforêtita, černýita, ferrokesterita, hocartita, idaïta, kesterita, kuramita, mohita, pirquitasita, estannita, estannoidita, velikita, chatkalita, mawsonita, colusita, germanita, germanocolusita, nekrasovita, estibiocolusita, ovamboïta, maikainita, hemusita, polkovicita, renierita, vinciennita, morozeviczita, catamarcaïta, lautita, cadmoselita, greenockita, wurtzita, rambergita, buseckita, cubanita, isocubanita, picotpaulita, raguinita, argentopirita, sternbergita, sulvanita, vulcanita, empressita i muthmannita.

## Formació i jaciments
Aquesta espècie va ser descrita amb mostres provinents de dos indrets: la mina Kidd Creek, situada a la localitat de Kidd, al districte de Cochrane (Ontario, Canadà), i la mina Campbell, situada a la localitat de Bisbee, al comtat de Cochise (Arizona, Estats Units). També ha estat descrita en una altra mina propera a la localitat tipus estatunidenca, així com en altres indrets distribuïts pel Perú, Bulgària, Portugal i la República Popular de la Xina.